# Édouard Drouot
Édouard Drouot (* 3. April 1859 in Sommevoire, Frankreich; † 1945 in Paris, Frankreich) war ein französischer Bildhauer.

## Leben

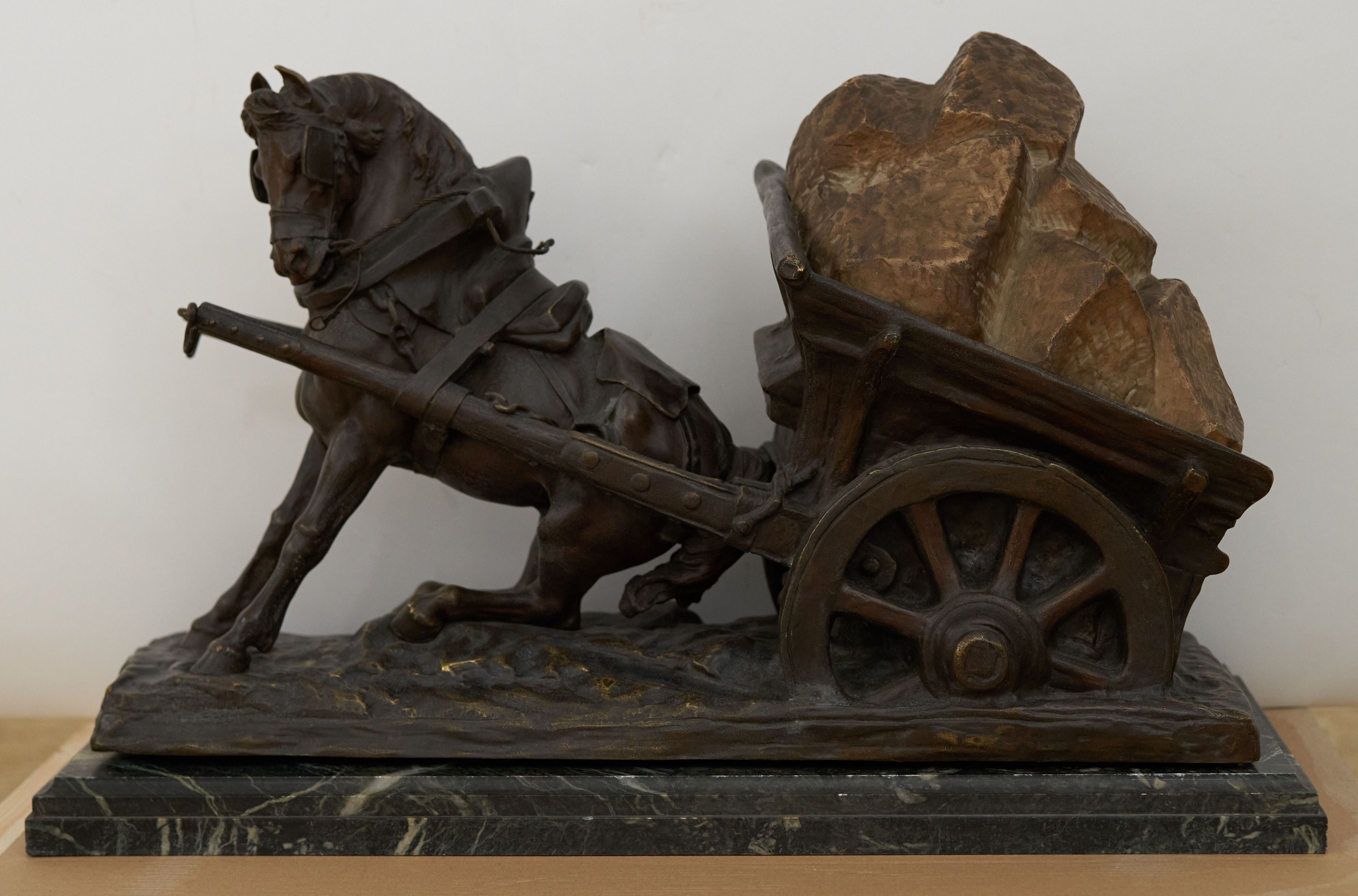
Skulptur von Édouard Drouot: Arbeitstier

Vor seiner Karriere als Bildhauer war Drouot bereits als Maler erfolgreich. Er studierte in Paris bei den Bildhauern Émile Thomas und Mathurin Moreau. Neben seinen Porträtbüsten und klassischen Figuren mit oftmals allegorischen und mythischen Themen wurde er mit zahlreichen Bronzestatuetten bekannt, darunter Sport- und Jagdszenen im Stil des Art déco. Er wendete sich besonders den Sujets Tierplastik, Nordafrika und Indianer zu.
Drouot zeigte seine Arbeiten von 1889 bis ins 20. Jahrhundert auf den Salons des Artistes Français, den jährlichen Kunstausstellung der Société des Artistes Français. Er erhielt hier 1892 eine Medaille und ein mention honourable auf der Weltausstellung Paris 1900. Er arbeitete mit mehreren Bildgießereien zusammen, darunter die Fonderie Thiébaut Frères.

## Werke (Auswahl)
- Femme donnant des ailes à un captif
- La République protégeant l'Enfance et la Vieilesse
- La victoire
- L'Echo
- Zéphyr
- Judith
- Lutte pour la vie
- Deux avec barreur
- Cerf
- La naissance de Vénus
- Pro Patria
- Paysan à la laboure
- Jeanne d'Arc écoutant ses voix
- L'archer
- Le Gardien de L'Epave
- Le combat
- Tolbiac
- Albert le Premier, Roi des Belges
- Salomé
- La porteuse d'eau
- La leçon de chant
- Chasseur indien à cheval
- Eloquentia
- Ésclave Combattant un Tigre
- Muse des Bois, Ende 19. Jahrhundert